# Kohivka, Pavlohrad
Kohivka (în ucraineană Кохівка) este un sat în comuna Nova Dacea din raionul Pavlohrad, regiunea Dnipropetrovsk, Ucraina.

## Demografie
Componența lingvistică a localității Kohivka
     Ucraineană (85,06%)
     Rusă (14,94%)
Conform recensământului din 2001, majoritatea populației localității Kohivka era vorbitoare de ucraineană (85,06%), existând în minoritate și vorbitori de rusă (14,94%).